# Dissolução das Antilhas Neerlandesas

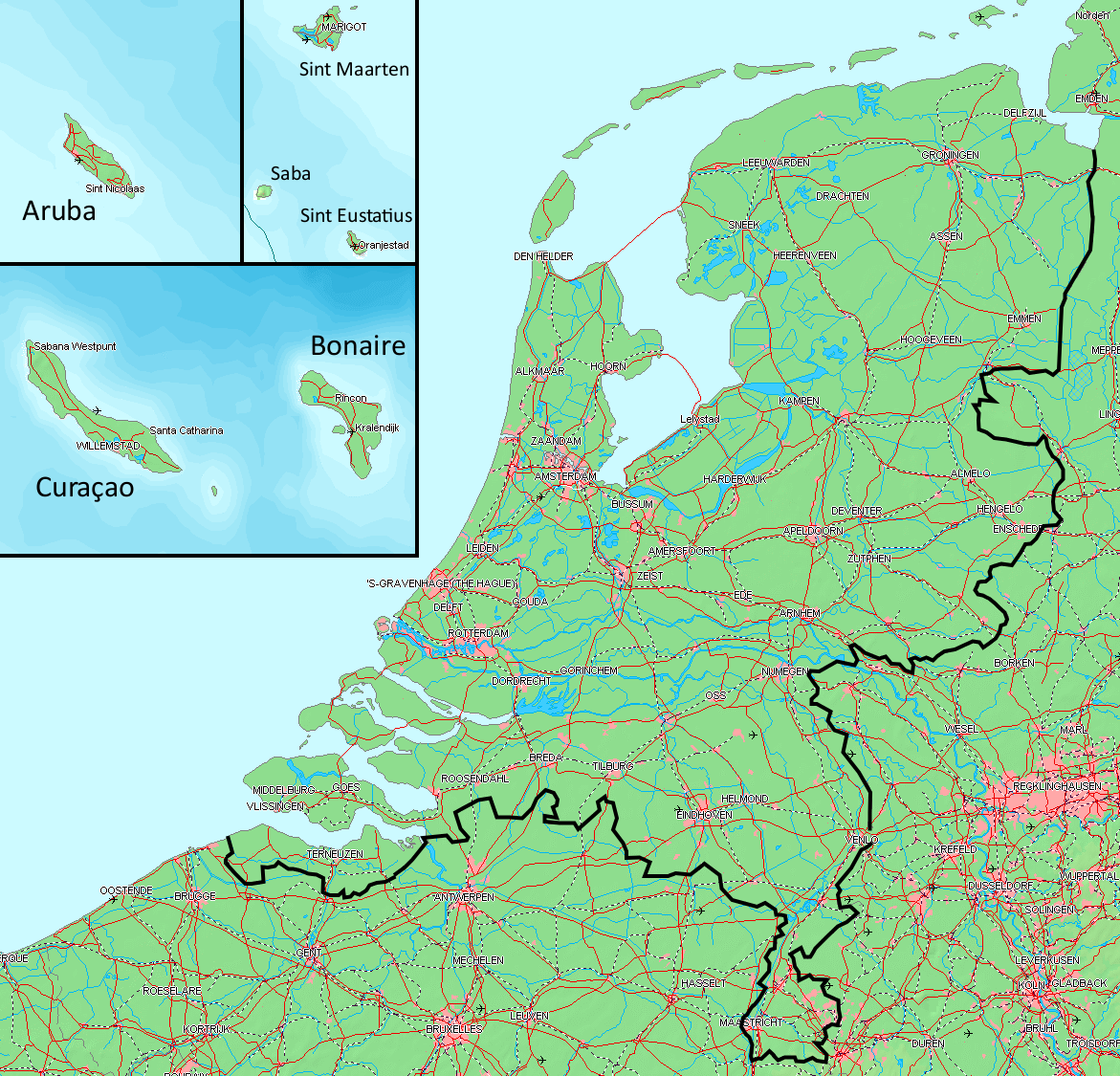
Mapa do Reino dos Países Baixos. Os Países Baixos e as ilhas do Caribe estão na mesma escala.

A dissolução das Antilhas Neerlandesas (ou Antilhas Holandesas) ocorreu em 10 de outubro de 2010, como parte do processo de reestruturação política do Reino dos Países Baixos. Com a dissolução, o reino passa a ser formado por quatro países constituintes: os Países Baixos, Curaçau, São Martinho (Sint Maarten) e Aruba.
Depois da dissolução, as ilhas de Bonaire, Saba e Santo Eustáquio tornaram-se municípios especiais dos Países Baixos, enquanto Curaçau e São Martinho passaram a ser dois dos quatro países constituintes do Reino dos Países Baixos, ao lado dos Países Baixos e de Aruba (que tinha se tornado um país constituinte em 1986).
A dissolução das Antilhas Neerlandesas era planejada para o ano de 2008, mas foi adiada até 10 de outubro de 2010, quando se efetivou a dissolução. O processo foi decidido com a realização de referendos nas comunidades caribenhas afetadas, entre 2000 e 2005. Os votantes podiam escolher entre: o estreitamento de vínculos com os Países Baixos, propriamente ditos, isto é, a parte europeia e o país constituinte mais rico do Reino; a permanência como parte das Antilhas Neerlandesas; a obtenção de um status à parte, como país constituinte do Reino dos Países Baixos; ou a indesejada  independência plena.
| Ilha            | Votação por vínculos mais estreitos com os Países Baixos | Votação para permanecer dentro das Antilhas Neerlandesas | Votação para Status à parte | Votação para independência |
| --------------- | -------------------------------------------------------- | -------------------------------------------------------- | --------------------------- | -------------------------- |
| São Martinho    | -                                                        | -                                                        | 68,9%                       | -                          |
| Bonaire         | 59,0%                                                    | 15,9%                                                    | 24,1%                       | <1%                        |
| Saba            | 86,05%                                                   | 13,18%                                                   | -                           | <1%                        |
| Curaçau         | 23%                                                      | -                                                        | 68%                         | 5%                         |
| Santo Eustáquio | 20%                                                      | 76%                                                      | -                           | 1%                         |